# Wat Phra Si Rattana Mahathat

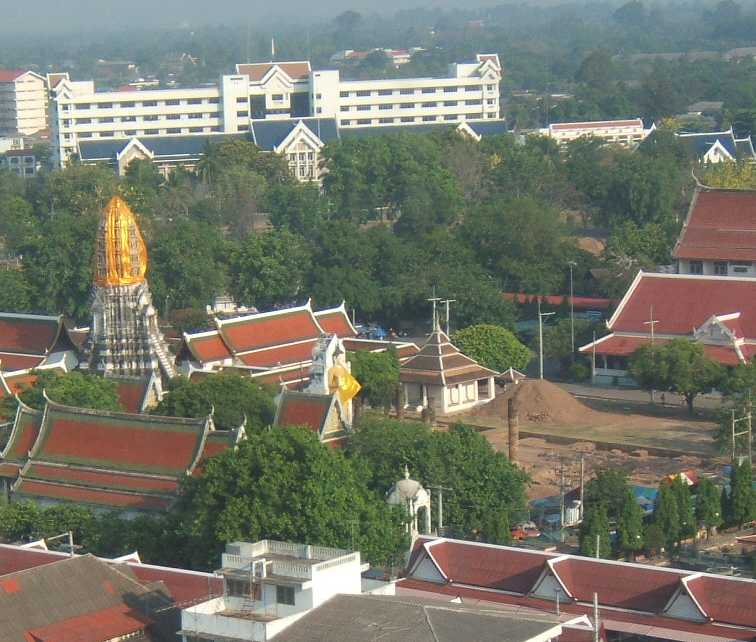
Blick auf die Anlage des Tempels

Der Wat Phra Si Rattana Mahathat Maha Worawihan (Thai: วัดพระศรีรัตนมหาธาตุ, im Volksmund kurz Wat Yai, Großer Tempel, genannt) ist eine bedeutende buddhistische Tempelanlage (Wat) in der Provinzhauptstadt Phitsanulok, Nordthailand. Sie ist ein Königlicher Tempel Erster Klasse.
Hier steht ein nicht nur in der Provinz (Changwat) Phitsanulok, sondern in ganz Thailand hochverehrtes Buddha-Bildnis, der Phra Phuttha Chinnarat (Thai พระพุทธชินราช).

## Lage
Die Tempelanlage selbst liegt am östlichen Ufer des Mae Nam Nan (Nan-Fluss) im Zentrum von Phitsanulok. Ganz in der Nähe überquert die Naresuan-Brücke den Fluss, benannt nach dem König Naresuan dem Großen (1590–1605), der in Phitsanulok geboren wurde.

## Geschichte
Das Kloster wurde in der Ayutthaya-Periode unter König Borommatrailokanat errichtet, nachdem dieser den Krieg gegen Lan Na um die damaligen „Nordprovinzen“ (Müang Nüa), das frühere Kernland des Königreichs Sukhothai, gewonnen hatte. Es wurde 1482 fertiggestellt. Borommatrailokanat residierte von 1463 bis zu seinem Tod 1488 in Phitsanulok (und nicht in der eigentlichen Hauptstadt Ayutthaya).
Das Zentrum und den markantesten Teil des Tempels bildet bis heute der Prang im Ayutthaya-Stil. Er wurde während der Herrschaft König Borommakots (r. 1733–1758) restauriert. Die Stirnziegel sind eine Hinzufügung neueren Datums.

## Phra Phuttha Chinnarat

Buddha-Bildnis Phra Phuttha Chinnarat

Das Buddha-Bildnis im klassischen Sukhothai-Stil gilt als eines der schönsten in Thailand. Es zeigt den Gautama Buddha in der Haltung der Unterwerfung des Māra (Bhūmisparśa-mudra). Es wurde wahrscheinlich in den späten 1420er Jahren von König Maha Thammaracha IV. in Auftrag gegeben, als dieser seine Residenz von Sukhothai nach Phitsanulok verlegte.
Von diesem als perfekt angesehenen Bildnis existieren landesweit mehrere originalgetreue Kopien in anderen Tempeln:
- im Wat Benchamabophit, Bangkok
- im Wat Saranat Thammaram, Rayong

## Die Anlage

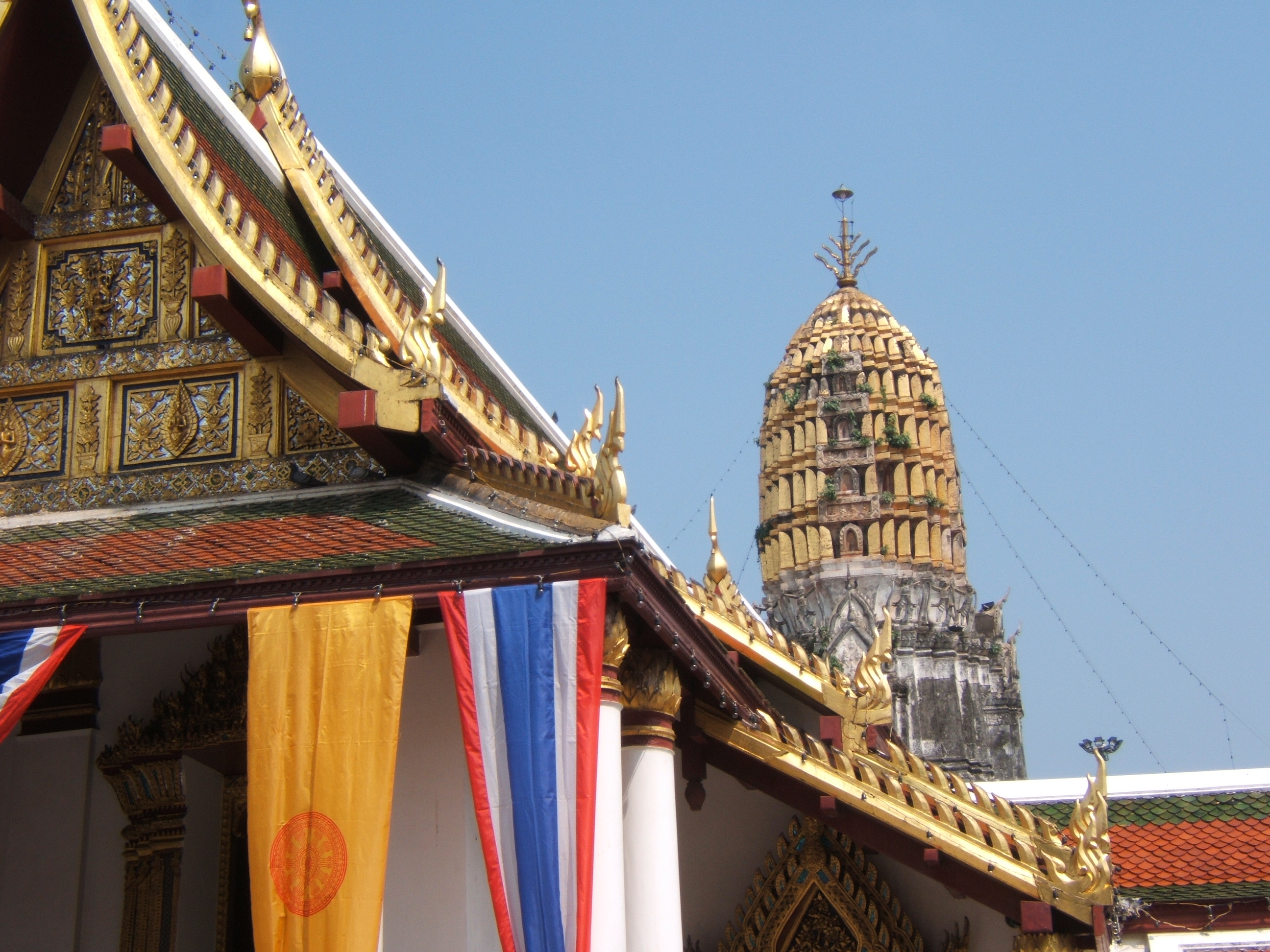
Der Prang des Wat Phra Si Rattana Mahathat

Das große Wihan zeigt ein gewaltiges, mit Perlmutt-Einlagen versehenes Portal, das von König Borommakot 1756 gestiftet wurde. Hinter dem Wihan ist ein 36 Meter hoher Prang im Khmer-Stil, der von innen her über eine steile Treppe besteigbar ist und in einem kleinen Raum die Buddha-Reliquien zeigt.
Südlich auf der gleichen Uferseite liegen fußläufig zwei weitere Tempel, Wat Ratchaburana und Wat Nang Phaya.

## Öffentliches Leben
Regelmäßig finden hier Tempelfeste statt, die üblicherweise mit einem ausgedehnten Markt verbunden sind. Am ersten Wochenende im Oktober werden alljährlich Rennen mit den thailändischen Langbooten abgehalten, die von jeweils etwa 20 Ruderern bestritten werden und an der Naresuan-Brücke enden.